# شارلوت فيرتشايلد
شارلوت فيرتشايلد (بالإنجليزية: Charlotte Fairchild)‏ هي مصورة أمريكية، ولدت في 1876، وتوفيت في 1927.